# Szénásfalu
Szénásfalu (szlovákul: Bzenica) község Szlovákiában, a Besztercebányai kerületben, a Garamszentkereszti járásban.

## Fekvése
Garamszentkereszttől 13 km-re délnyugatra, a Garam bal partján fekszik. Bükköskút tartozik hozzá.

## Története
A korabeli feljegyzések 1075-ben egy "Gonzucha" nevű települést említenek ezen a területen. 1124-ben egy oklevélben "Boznica" alakban említenek itt egy falut. A mai települést hitelt érdemlő forrás 1326-ban, "Bezenche" alakban említi először egy birtokvita kapcsán, mely a helyi nemesek és Léva várának kapitánya között robbant ki. A 15. században a revistyei uradalomhoz tartozott, majd 1536-tól Besztercebánya város, a Dóczy család és Zobonyi István voltak a főbb birtokosai. 1601-től a saskői váruradalom része. 1601-ben 70 háza állt. Az 1715-ös adóösszeírásban bányászokat, kézműveseket és kereskedőket is említenek a faluban. 1720-ban 37 adózója volt a településnek. 1828-ban 84 házában 560 lakos élt, akik főként mezőgazdasággal foglalkoztak.
Vályi András szerint "SZÉNÁSFALU. Szenicz, Breznicza. Tót falu Bars Várm. földes Ura a’ Selmetzi Bányászi Kamara, lakosai katolikusok, fekszik Garam vize mellett, Geletnekhez nem meszsze, mellynek filiája; határja síkos, fája, legelője elég van, malma helyben, ’s külömbféle vagyonnyaikat jól eladhattyák."
Fényes Elek szerint "Szénásfalu, (Szenicze), tót f., Bars vmegyében, Geletnekhez 1 fertály. 560 kath. lak. Erdeje legelője bőven. Vizi malom a Garan vizén. F. u. Selmecz városa, melly ut. post."
Bars vármegye monográfiájában "Szénásfalu, a Garamvölgyben fekvő tót kisközség, 717 róm. kath. vallású lakossal. E község már 1075-ben a szent-benedeki apátság alapítólevelében szerepel Boznica néven, 1256-ban azonban Bors ispán utódait is mint részbirtokosait találjuk említve. Azután egy darabig a revistyei vár tartozéka, de 1508-tól már Selmeczbánya várost uralja. Akkoriban Senicz és Brznicza tót néven is említik az oklevelek. Később, mikor már az erdőkincstár vette át a revistyei várbirtokokat, a Magyary-Kossa családot is a birtokosai között találjuk. 1663-ban a törökök a községet teljesen feldúlták. A mult század elején Szenicze néven szerepel. Mai nevével a Dóczyak birtoklása idejében találkozunk Zenasfa alakban. Kath. temploma nagyon régi építmény, de a török dúlások után teljesen átalakították. A községhez tartozik Záhorcse puszta is, mely hajdan önálló község és szintén Revistye várának tartozéka volt. A községnek van távirója és vasúti állomása, de postája Geletnek."
A trianoni békeszerződésig Bars vármegye Garamszentkereszti járásához tartozott.

## Népessége
| Év:            | 1994. | 2004.   | 2014.   | 2024.   |
| -------------- | ----- | ------- | ------- | ------- |
| Emberek száma: | 595   | 546     | 591     | 646     |
| Eltérés:       |       | -8,23 % | +8,24 % | +9,30 % |

| Év:            | 2023. | 2024.   |
| -------------- | ----- | ------- |
| Emberek száma: | 644   | 646     |
| Eltérés:       |       | +0,31 % |

1910-ben 867 lakosából 805 szlovák és 31 magyar anyanyelvű volt.
1970-ben 690 lakosából 686 szlovák volt. Bükköskúton 238 szlovák élt.
2001-ben 549 lakosából 547 szlovák volt.
2011-ben 545 lakosából 536 szlovák volt.
2021-ben 614 lakosából 601 szlovák, 1 cigány, 4 egyéb és 8 ismeretlen nemzetiségű volt.

## Nevezetességei

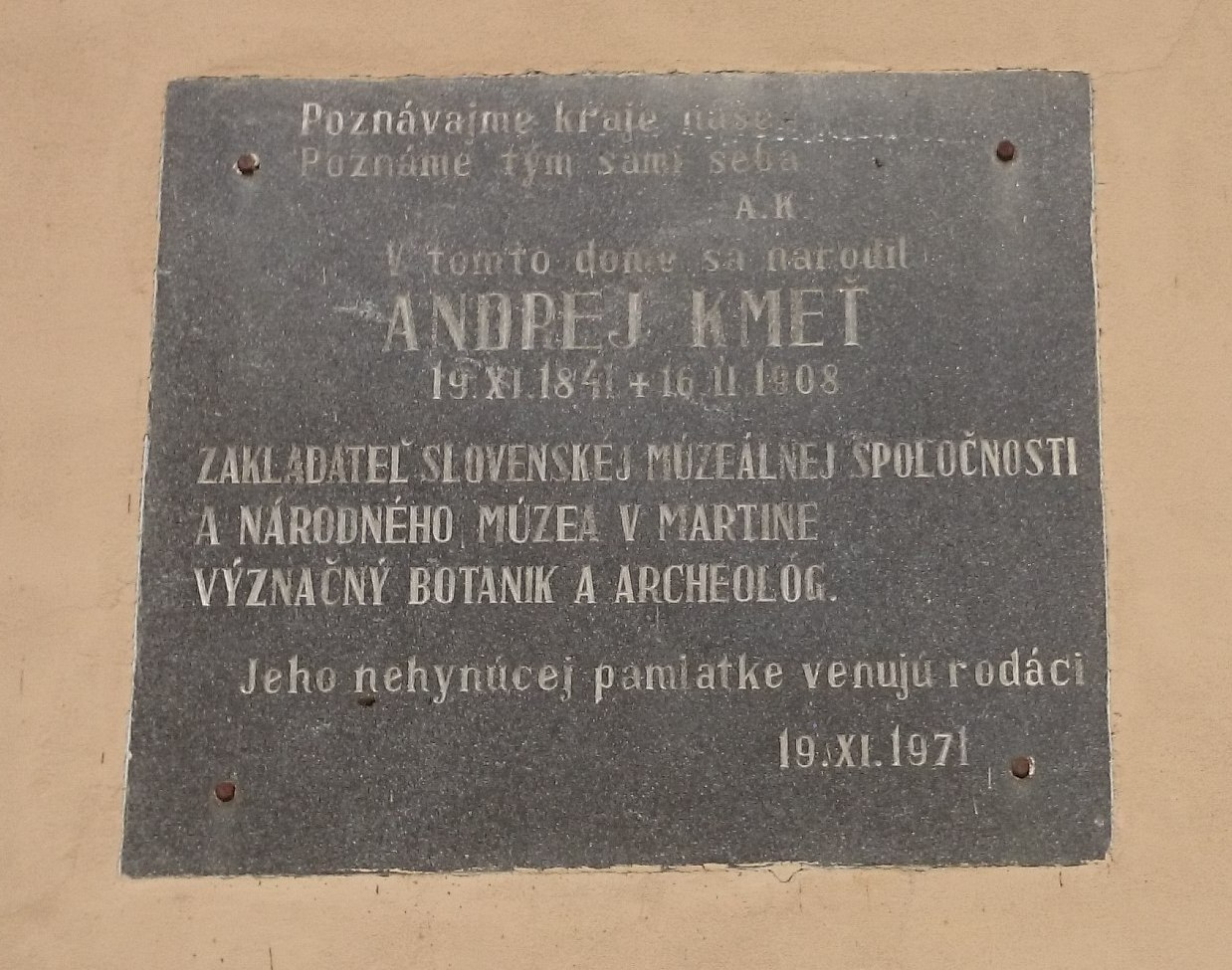
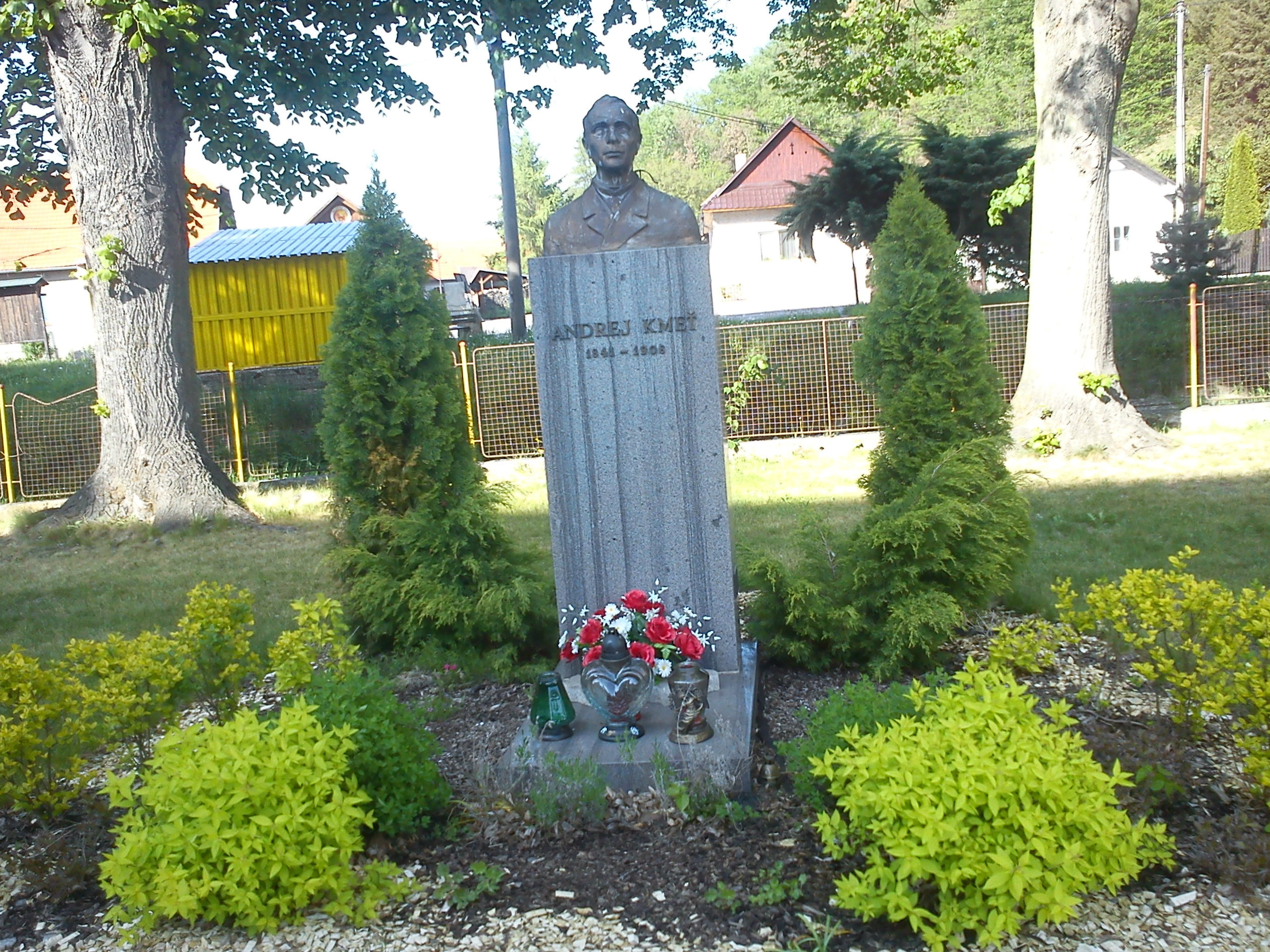

- Szent Erzsébet tiszteletére szentelt, római katolikus temploma 1939-ben épült a régi, 13. századi templom helyén.
- Andrej Kmeť emlékház.

## Neves személyek
- Itt született 1801-ben Bauer-Márkfi Herman a szegedi zsidó hitközség titkára, majd jegyzője.
- Andrej Kmeť, magyarosan Kmety András (1841–1908) szlovák régész, geológus, mineralógus, botanikus, etnográfus és katolikus pap.
- Itt született 1852-ben Bauer Jakab főkántor, zeneszerző.
- Itt született 1857-ben Rudnay Béla a budapesti magyar királyi államrendőrség rendőrfőkapitánya, Hont, Komárom, Nógrád vármegyék és szabad királyi városok volt főispánja, országgyűlési képviselő.
- Simonyi Mária (1888–1959) színésznő, Móricz Zsigmond második felesége.
- Itt hunyt el Dubravius Dániel (1595-1655) evangélikus püspök.
- Itt szolgált Kovács János (1819–1883) római katolikus plébános.
- Itt szolgált Ján Podhradský (1758-1817) evangélikus lelkész.
- Itt szolgált Horinka Richárd (1846-1898 körül) magyar királyi adóhivatali pénztárnok.
- Itt tanult Budaeus György (1633-1682 után) evangélikus lelkész.

## Külső hivatkozások
- Hivatalos oldal
- E-obce.sk[halott link]
- Községinfó
- Szénásfalu Szlovákia térképén
- A község a szlovák múzeumok honlapján